# Logicisme
El logicisme en la filosofia de la matemàtica, és la doctrina que sosté que la matemàtica és, en algun sentit, reductible a la lògica.
De vegades s'argumenta que els teoremes d'incompletesa de Gödel soscaven el propòsit del projecte.
El logicisme va ser clau en el desenvolupament de la filosofia analítica al segle xx.
La doctrina logicista va tenir el seu primer antecedent en Gottfried Leibniz No obstant això, el primer intent seriós i detallat de reduir la matemàtica a la lògica va haver d'esperar fins al segle xix, quan Richard Dedekind i Giuseppe Peano van articular els principis bàsics de la matemàtica, i Gottlob Frege va desenvolupar el primer sistema de lògica de predicats. Gottlob Frege va dedicar gran part de la seva carrera al projecte logicista. Les seves dues obres principals sobre això es van titular Conceptografía (1879) i Els fonaments de l'aritmètica (1884). No obstant això, a principis del segle xx, Bertrand Russell va descobrir una inconsistència greu en els principis dels quals Frege havia partit, avui coneguda com la paradoxa de Russell. Això va desanimar Frege, qui va acabar abandonant el projecte.
Entre 1910 i 1913, Bertrand Russell i Alfred North Whitehead varen publicar els Principia Mathematica, un intent monumental de reparar els problemes en el sistema de Frege i completar el projecte logicista. Però el sistema de Principia Mathematica va tenir els seus propis problemes. En particular, dos dels seus axiomes van ser molt qüestionats: d'una banda l'axioma d'infinitud, que afirma que hi ha un nombre infinit d'objectes, va ser criticat per semblar més una proposició empírica que una veritat lògica; d'altra banda, l'axioma de reductibilitat, que resol algunes dificultats tècniques del sistema, ha estat criticat per ser massa ad hoc com per estar filosòficament justificat.